# Руч'ї (Калінінградська область)
Руч'ї (рос. Ручьи) — селище Гвардійського міського округу, Калінінградської області Росії. Входить до складу Знаменського сільського поселення.
Населення — 85 осіб (2015 рік).

## Населення
| 2002 | 2010 |
| ---- | ---- |
| 92   | ↘85  |